# Egon (film)
 For alternative betydninger, se Egon. (Se også artikler, som begynder med Egon)
Egon er en dansk kortfilm fra 2015 instrueret af Yasemin Davet Altinok.

## Handling
Egon bor alene i et hus. Hverdagen er præget af den samme faste rutine. Hver dag får han bragt mad ud fra hjemmeplejen. Maden bliver stillet foran døren, da han er sky og ikke vil snakke med andre mennesker. En dag sker der noget uventet. Maden bliver ikke leveret til tiden. Han står og kigger uroligt ud af vinduet og venter på maden. En ny hjemmehjælper kommer og banker på døren. Egon vil ikke åbne, men ender med at åbne for hjemmehjælperen. Da han åbner døren, forklarer hun, at maden ikke længere vil blive leveret, men at de skal lære selv at lave maden. Hun kommer et par gange og hjælper ham med at lave mad. Et par dage senere står han ved vinduet og venter på hende, men hun kommer ikke. Efter lidt tid går han ud i køkkenet og begynder selv at lave mad.

## Medvirkende
- Henrik Garp Borup Lützen, Egon
- Heidi Garp Borup Lützen, Hjemmehjælper 1
- Yasemin Davet Altinok, Hjemmehjælper 2